# Auburn Hills Mobile Estates
Auburn Hills Mobile Estates es un área no incorporada ubicada en el condado de Placer en el estado estadounidense de California.

## Geografía
Auburn Hills Mobile Estates se encuentra ubicada en las coordenadas 38°55′34″N 121°5′18″O / 38.92611, -121.08833.